# 金色林鸲
金色林鸲（学名：Tarsiger chrysaeus）为鶲科鸲属的鸟类，俗名黄金色树丛欧鸲。分布于巴基斯坦、印度、尼泊尔、缅甸、泰国、越南以及中国大陆的甘肃、青海、陕西、四川、云南、西藏等地，多生活于常栖于和活动于常绿林或竹林中的杜鹃等低矮灌木或杂草丛间以及夏季常见于3000米左右的山地。该物种的模式产地在尼泊尔。

## 亚种
- 金色林鸲指名亚种（学名：Tarsiger chrysaeus chrysaeus）。分布于印度、尼泊尔、缅甸、越南以及中国大陆的夏季在中国、北抵甘肃、陕西、南至云南、西藏、越冬在长江以南地区等地。该物种的模式产地在尼泊尔。[2]